# Manuel Pereda de Castro
Manuel Pereda de Castro (* 1949 in Santander; † 26. November 2018 auf La Palma) war ein spanischer Bildhauer, Maler und Bühnenbildner.

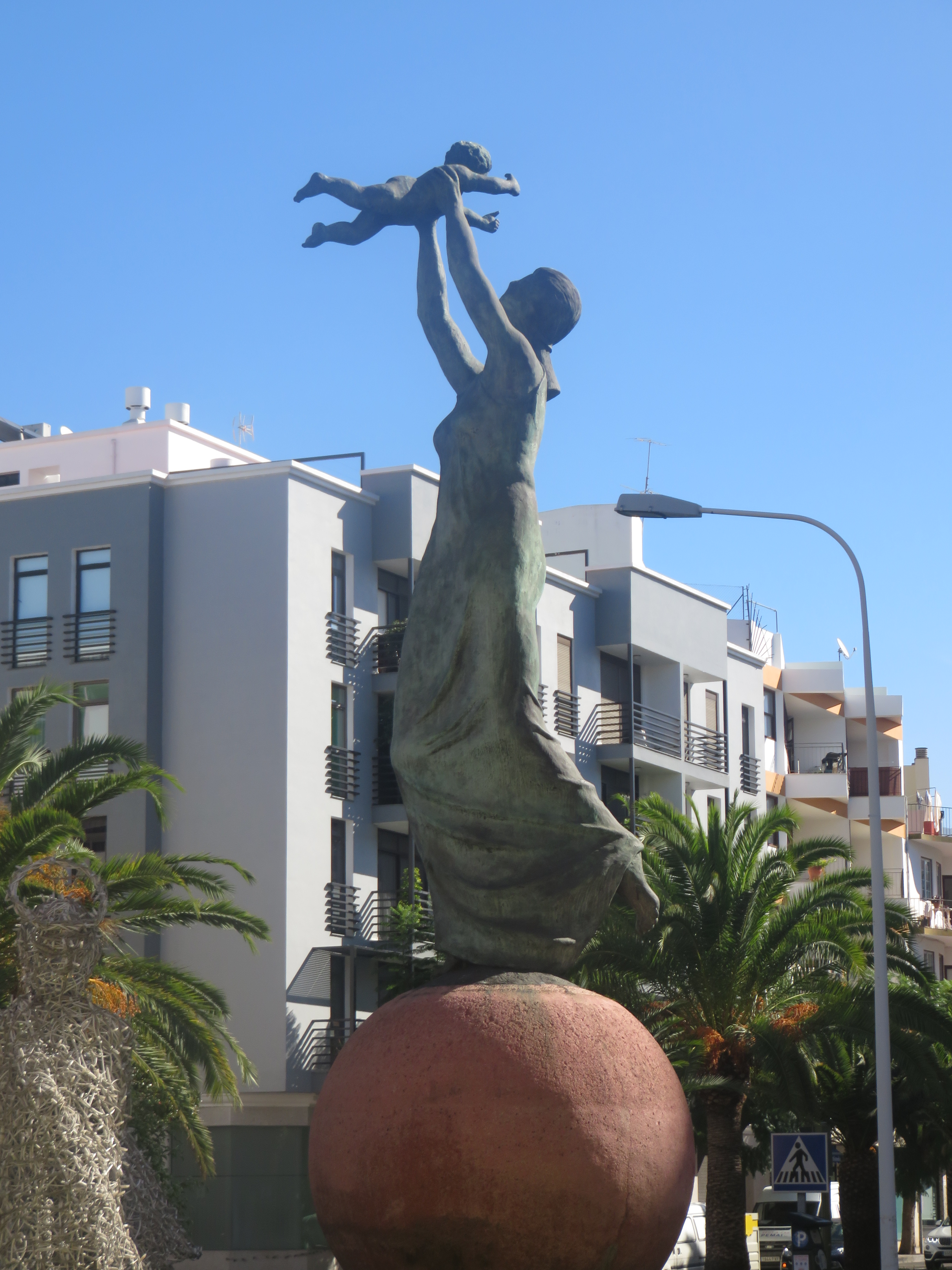
Monumento a la Madre

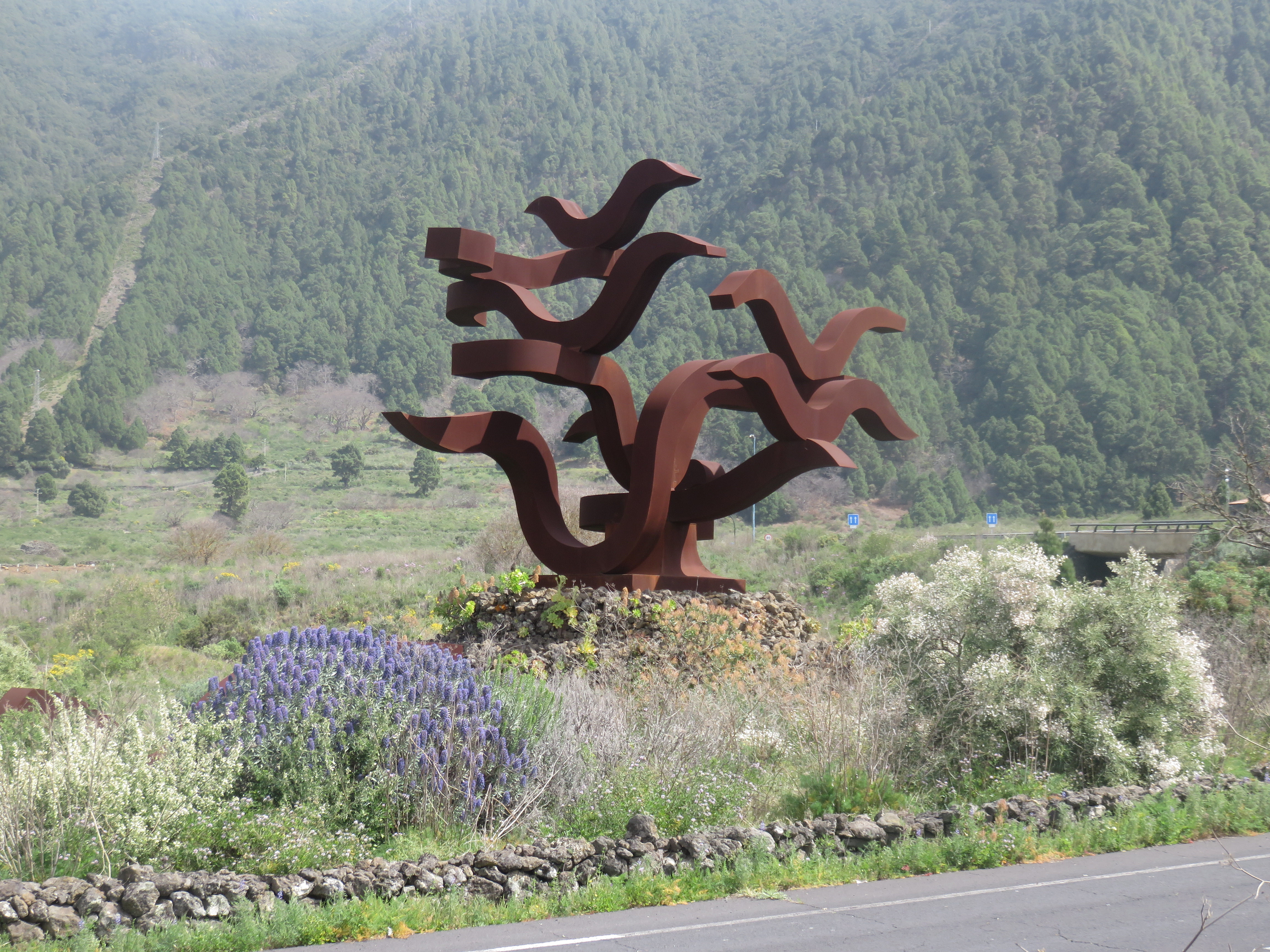
Monumento a la Naturaleza

1986 ließ er sich mit seiner Familie in La Laguna de Los Llanos de Aridane auf La Palma nieder.
Seine Skulpturen befinden sich Parks und Gärten von Madrid, Santander, Villa de Noja in Spanien sowie in Mexiko, der Schweiz, den USA oder Frankreich und ab 1986 auch auf La Palma.
Zu Beginn waren seine Arbeiten noch sehr figürlich wie Büsten von bekannten Personen auf La Palma (Manuel Morales Perez) oder Porträts im Rathaus von Los Llanos. Das 6 Meter hohe Denkmal an die Mutter (Monomento a la Madre) aus dem Jahr 1995 gilt als repräsentatives Monument der Stadt Los Llanos.
Später wandte sich der Bildhauer der abstrakten Gestaltung seiner Werke zu, wenngleich es auf La Palma nicht leicht war, in die eher dörflich geprägten Gemeinden abstrakte Kunst einzuführen. Seine mächtigen geschwungenen Stahlfiguren fügen sich in die Landschaft der Insel ein und sind in elf der vierzehn Gemeinden der Insel anzutreffen. Er wird daher auch als Vater der Arte en la Calle auf La Palma genannt.
Das größte von ihm auf La Palma realisierte abstrakte Werk ist das Monumento a la Naturaleza zwischen El Paso und dem Tunnel, das die Palmeros Arbol de la Graja  (der Krähenbaum) nennen.
Manuel Pereda de Castro betätigte sich auch als Bühnenbildner für den Karneval, das Kunstfestival in Los Llanos de Aridane, die Produktion von Musicals und fertigte Wandbilder, Zeichnungen und Schmuck- und Schmiedearbeiten an.
Auf der Plenarsitzung des Cabildo de La Palma am 30. November 2018 wurde dem Künstler Manuel Pereda de Castro posthum der Titel des Ehrenbürgers der Insel La Palma (Hijo Adoptivo de la Isla de La Palma) verliehen.

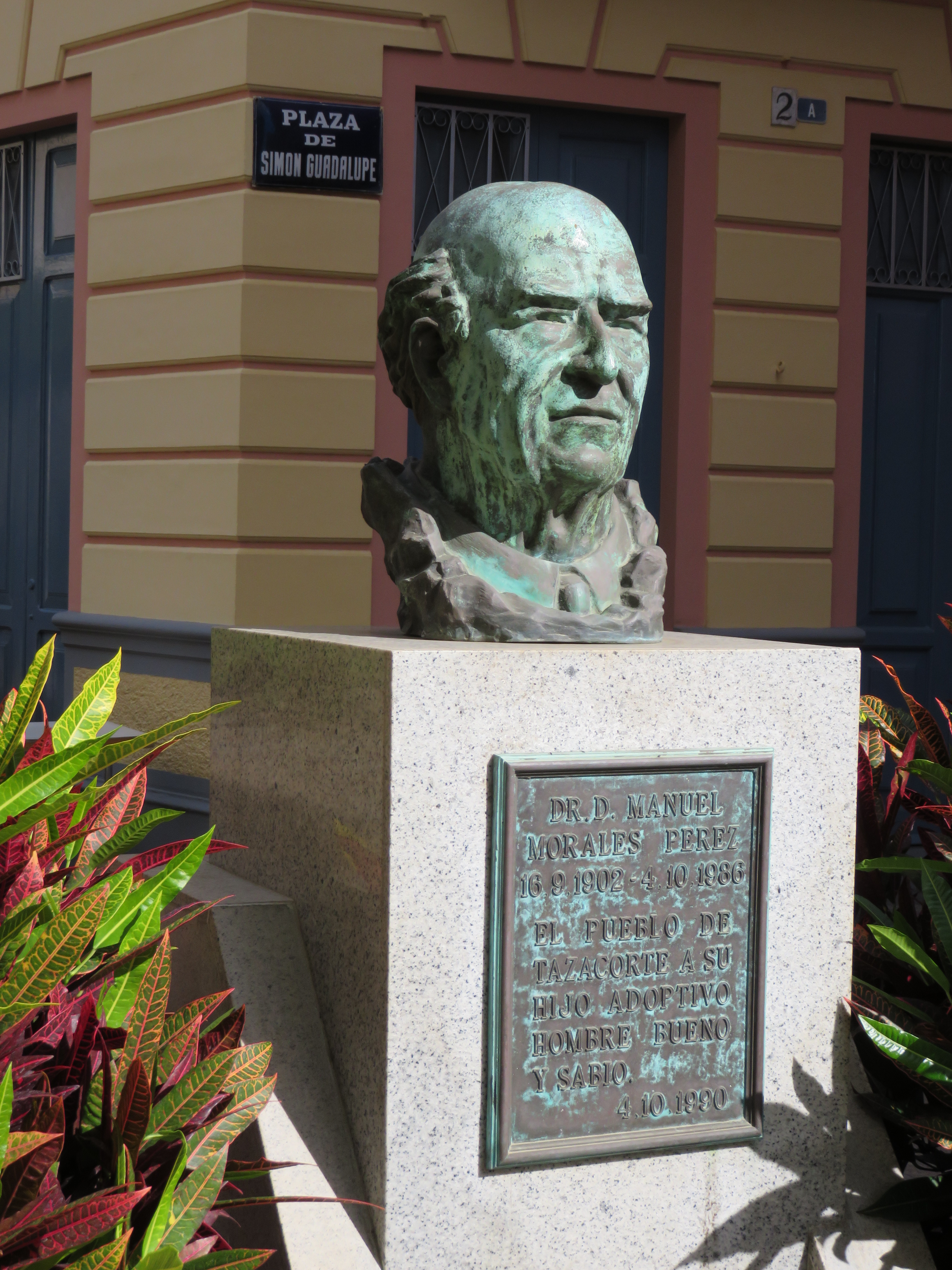
Büste Manuel Morales Perez in Tazacorte.
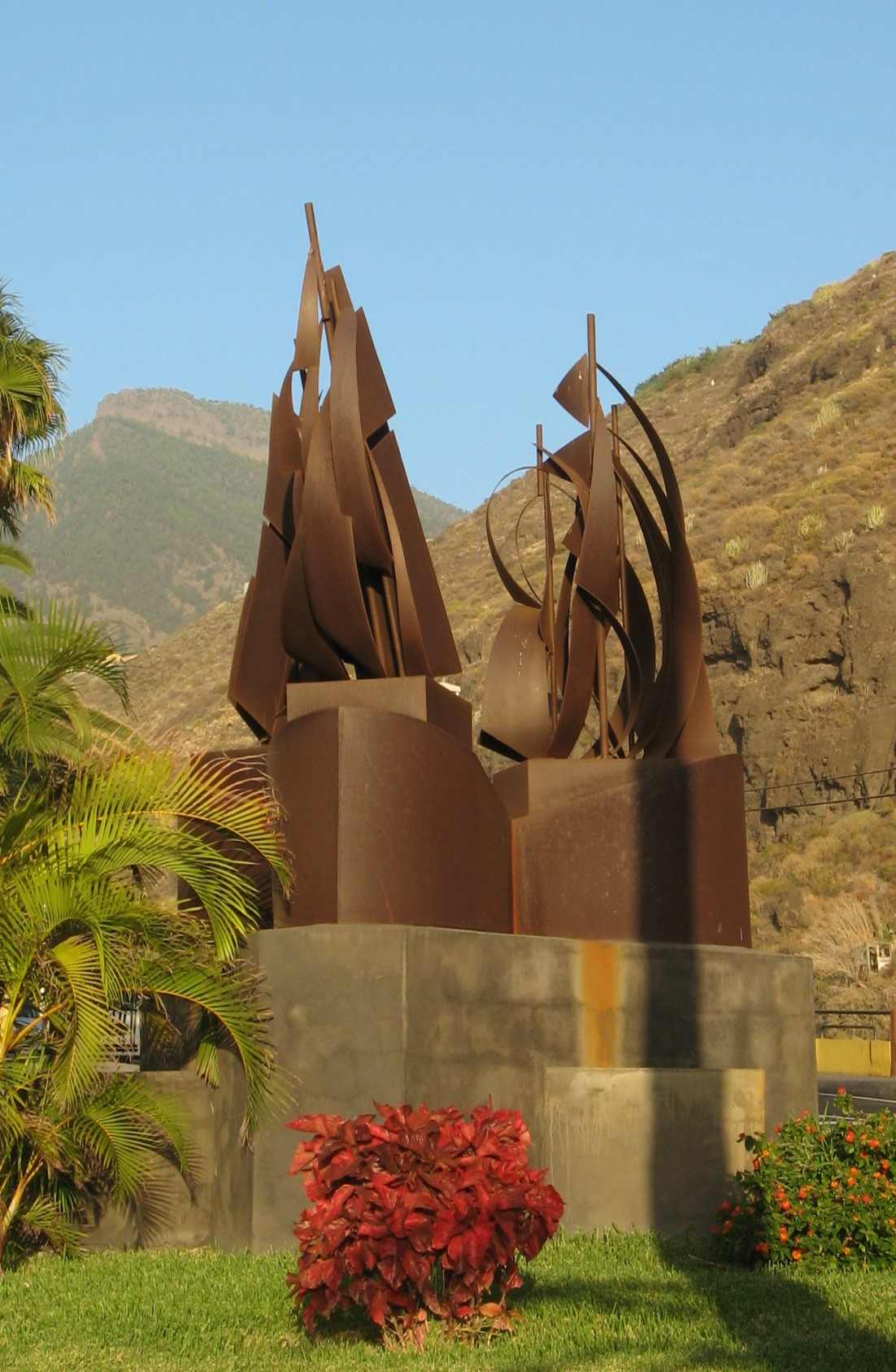
Skulptur Gedichte des Windes in  Puerto de Tazacorte.
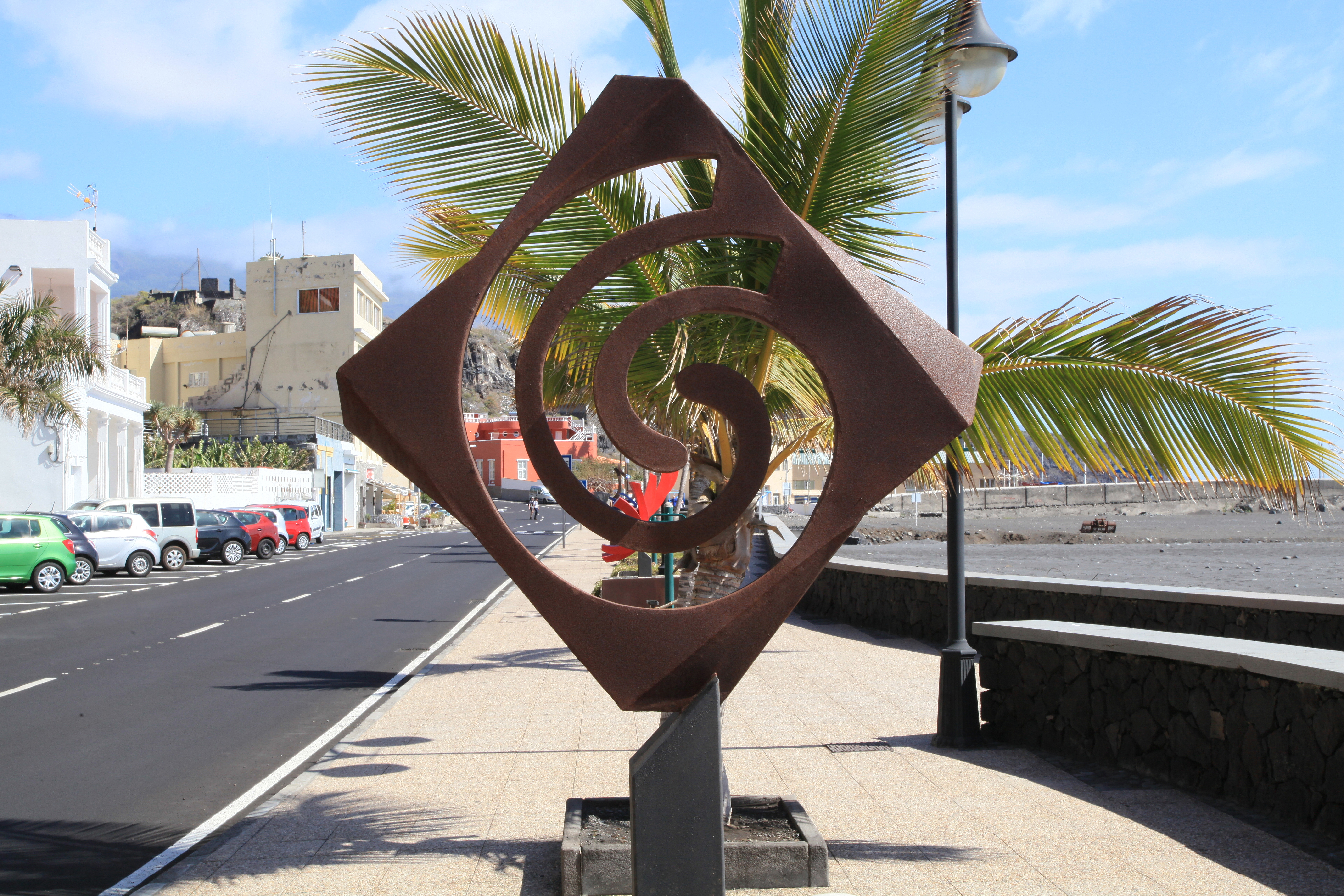
Skulptur in Puerto de Tazacorte.
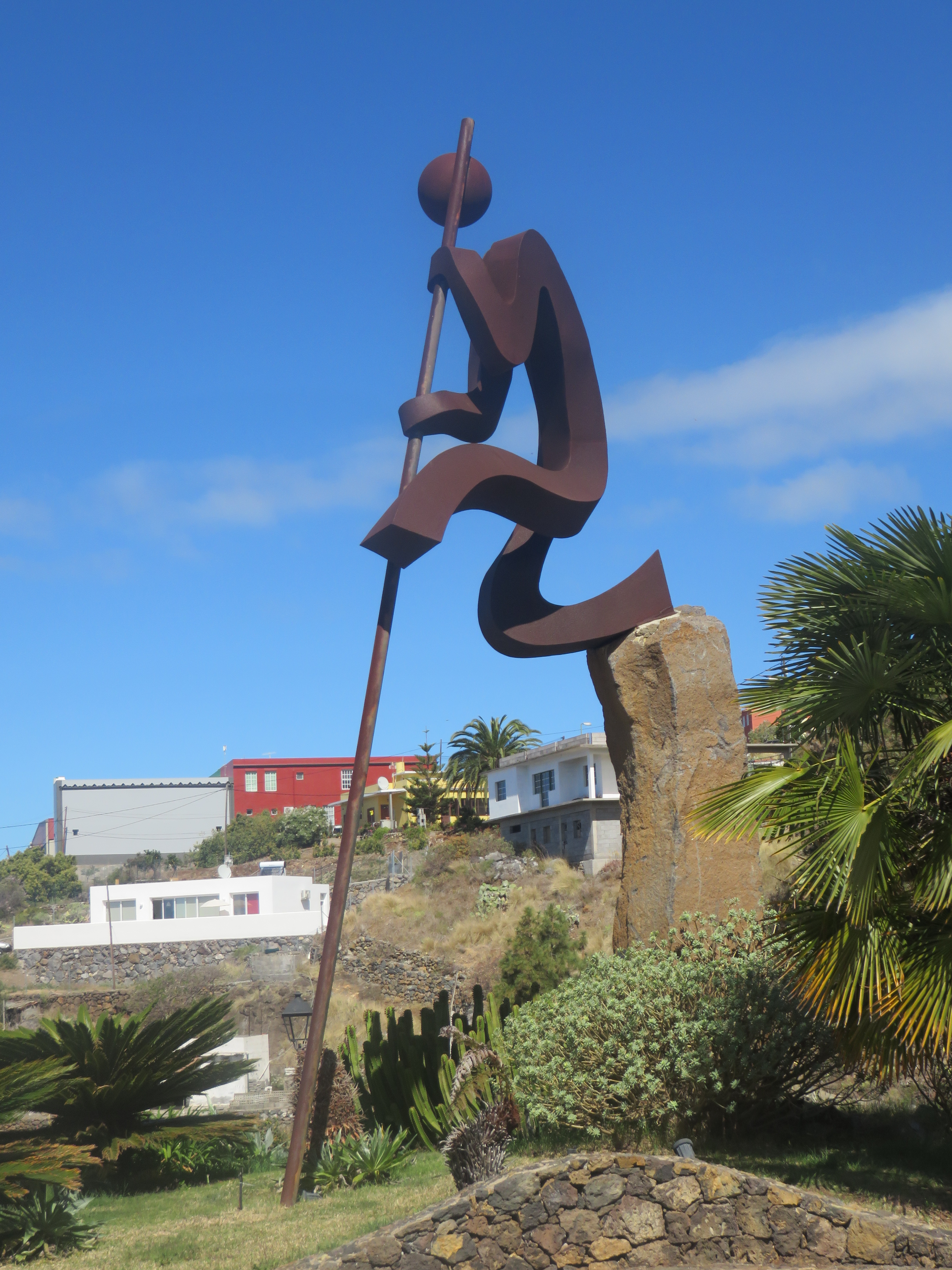
El Salto del Pastor in Tijarafe.
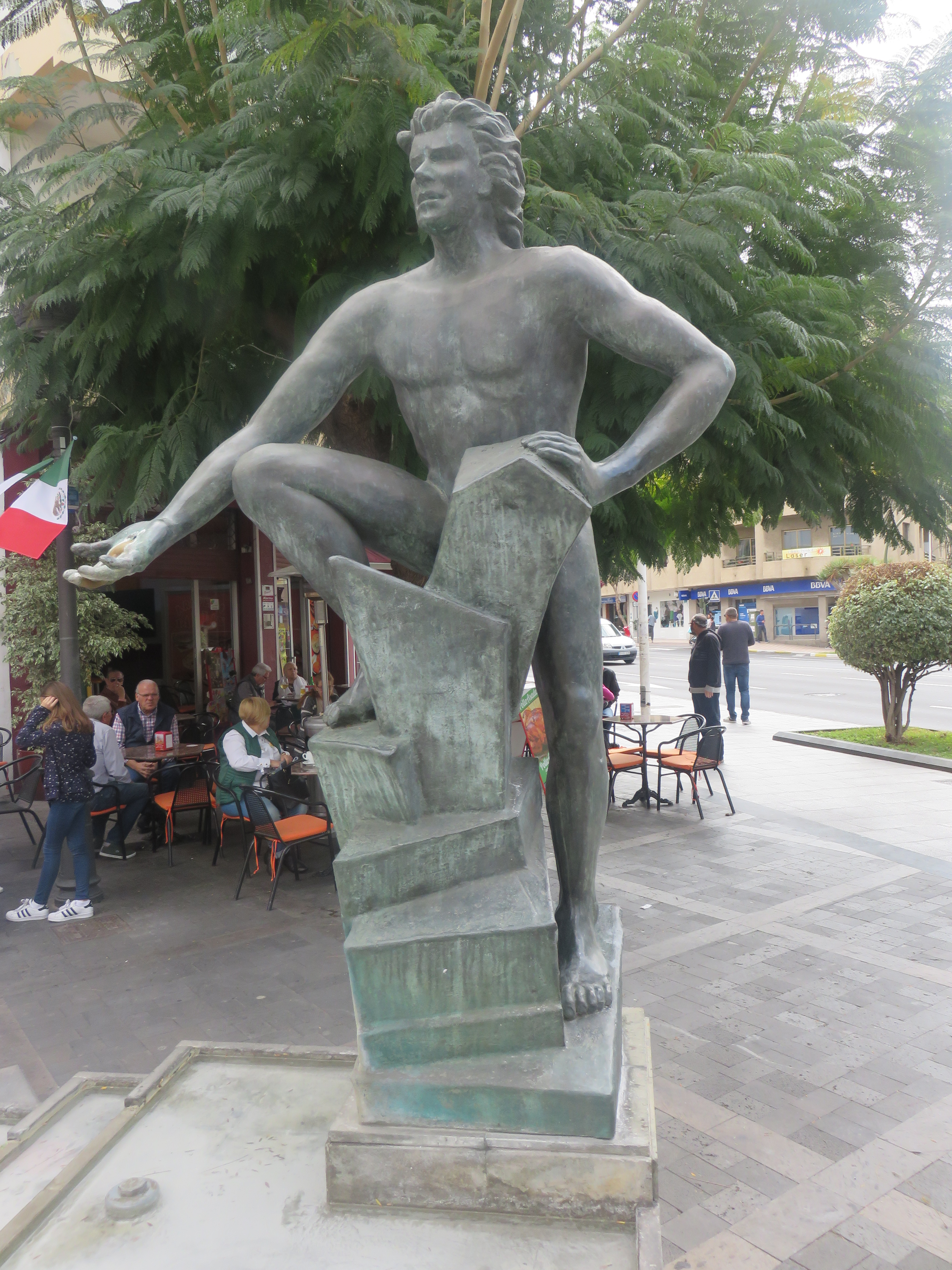
Tanausú in Los Llanos.